# Serixia argenteifrons
Serixia argenteifrons là một loài bọ cánh cứng trong họ Cerambycidae.